# Comunidor

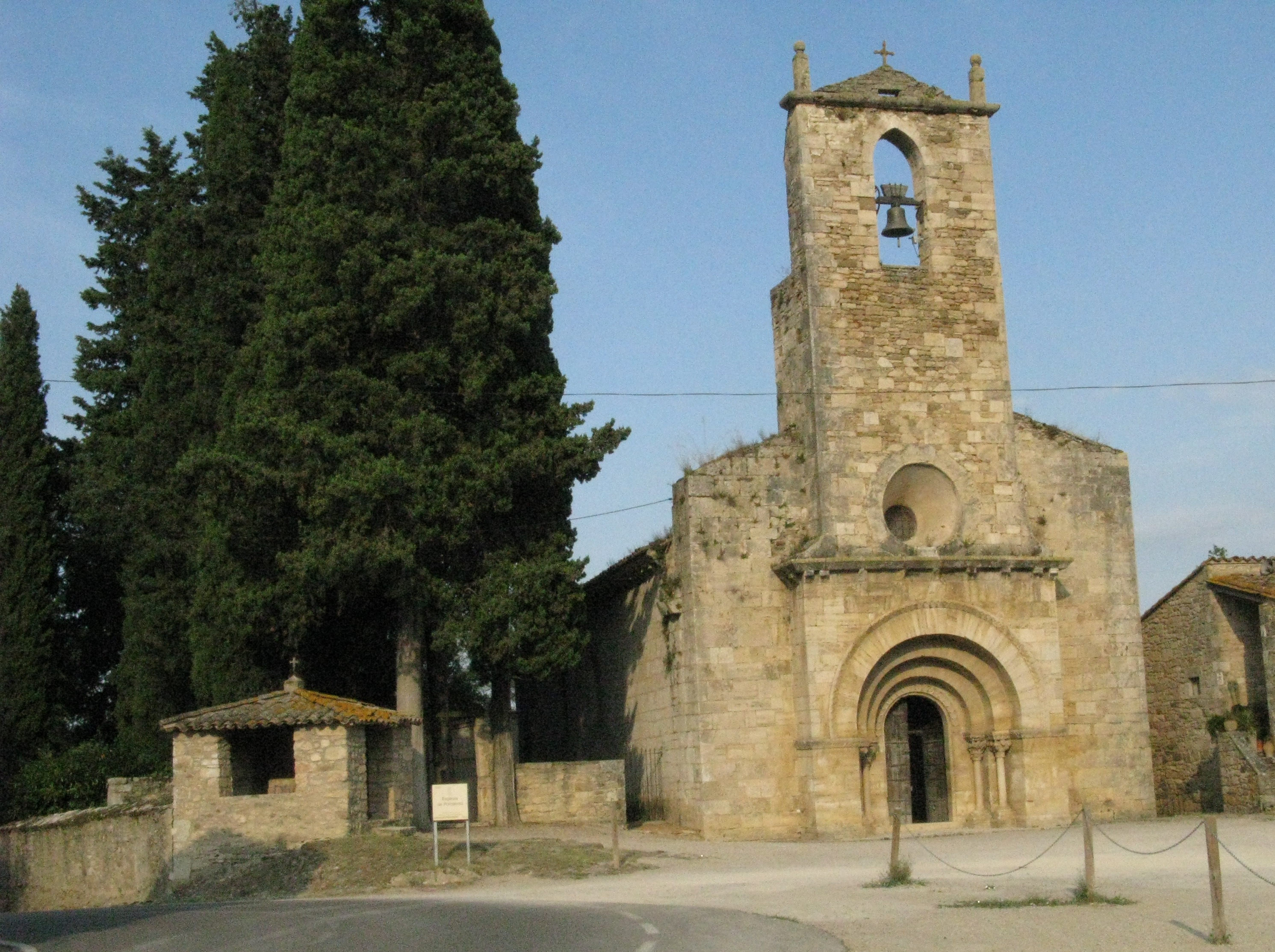
Romanische Kirche Santa Maria de Porqueres (Katalonien) mit ihrem freistehenden Comunidor (links)

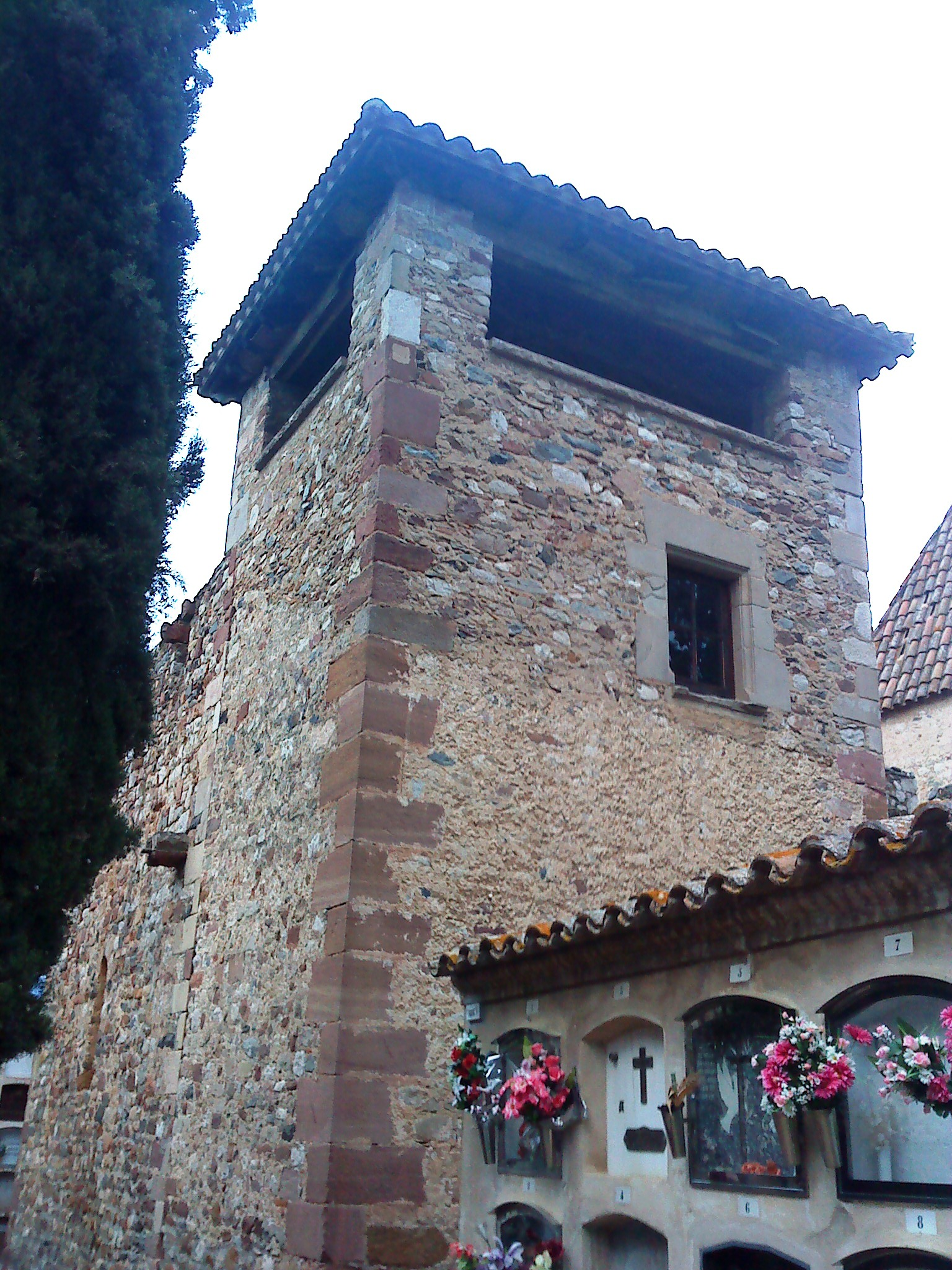
Romanische Kirche Sant Esteve de La Doma in La Garriga (Katalonien) mit ihrem auf einem Turm eingerichteten Comunidor

Ein Comunidor (katalanisch: comunidor von katalanisch comunir mit der deutschen Bedeutung „etwas bannen“, „etwas in seine Schranken verweisen“ und dies zu lateinisch commonere mit der Bedeutung „mahnen“, „abmahnen“, „auffordern“; spanisch: conjuratorio und esconjuradero) ist ein für die unwettergefährdeten Bergregionen Kataloniens typisches Bauwerk oder Architekturelement. Im äußersten Norden Kataloniens und Aragoniens sind ähnlich aussehende Bauten oder freistehende Steinaltäre unter der Bezeichnung Conjurador bzw. Esconjuradero bekannt. Gemäß der Überlieferung versuchte der örtliche Priester in ihnen Unwetter und Hagel zu bannen.

## Lage
Comunidors befinden sich meist in der Nähe oder sogar auf den örtlichen Kirchen, wohingegen die Conjuradors bzw. Esconjuraderos in der Regel etwas außerhalb der jeweiligen Ortschaften stehen.

## Architektur
Bei einem Comunidor oder Conjurador handelt es sich um ein einfaches quadratisches oder rechteckiges, meist nach allen vier Himmelsrichtungen offenes Gebäude oder Architekturelement.

## Geschichte
Wie weit die Geschichte der Comunidors zurückreicht, ist noch nicht erforscht. Da die auf einem romanischen Kirchengebäude befindlichen und aus exakt behauenem Steinmaterial gemauerten Turmaufsätze allesamt später angebracht worden zu sein scheinen, ist davon auszugehen, dass die ältesten communidors dem ausgehenden Mittelalter oder der frühen Neuzeit zuzuordnen sind.